# Хижина (фильм)
«Хижина» (англ. The Shack) — американская фэнтези-драма режиссёра Стюарта Хэзелдайна, основанная на одноимённом романе писателя Уилльяма П. Янга. В главных ролях Сэм Уортингтон, Октавия Спенсер, Рада Митчелл и Грэм Грин. Мировая премьера фильма состоялась 1 марта 2017 года.

## Сюжет
Мистические события происходят в судьбе Мака Филлипса, переживающего семейную трагедию. Он получает личное приглашение встретиться с самим Всевышним в уединенной хижине. Благодаря этой встрече, Мак откроет для себя важные истины, которые изменят его жизнь навсегда.

## В ролях
| Актёр            | Роль          |
| ---------------- | ------------- |
| Сэм Уортингтон   | Мак Филлипс   |
| Октавия Спенсер  | Папа / Элоиза |
| Рада Митчелл     | Нэн           |
| Грэм Грин        | Папа          |
| Райан Роббинс    | Эмилль Дюссет |
| Тим Макгро       | Вилли         |
| Меган Шарпантье  | Кейт Филлипс  |
| Дерек Хэмилтон   | Отец Мака     |
| Авраам Авив-Алуш | Иисус Христос |

## История создания
22 апреля 2013 года компания Summit Entertainment приобрела права на экранизацию романа «Хижина», написанного Уилльямом П. Янгом. Джон Фуско стал работать над сценарием. Через некоторое время было объявлено, что Форест Уитакер ведёт переговоры со студией, чтобы стать режиссёром фильма и исполнить второстепенную роль. Однако 5 ноября 2014 года стало известно, что режиссёрское кресло занял Стюарт Хэзелдайн.
6 марта 2015 года было объявлено, что роль Бога в фильме получила Октавия Спенсер. 30 апреля 2015 года главную роль в экранизации романа получил Сэм Уортингтон. Также, через некоторое время, к актёрскому составу присоединились Грэм Грин, Рада Митчелл и Авив Алуш.

### Съёмочный процесс
Съёмки, начавшиеся 8 июня 2015 года, проходили в Ванкувере, Канада.

### Маркетинг
Первый трейлер к фильму вышел 1 декабря 2016 года.

## Музыка
Христианская рок-группа Skillet выпустила акустическую версию песни «Stars» из своего альбома «Unleashed», которая использовалась в видеоклипе к фильму.

## Критика
Фильм «Хижина» получил в целом негативные отзывы критиков. На сайте Rotten Tomatoes фильм имеет рейтинг 21 % на основе 72 рецензий со средним баллом 3,9 из 10. Критический консенсус сайта гласит: «„Хижине“ с неоспоримо достойной идеей повредил сценарий, который смешал духовный подъём с мелодраматическими клише и деспотичными проповедями». На сайте Metacritic фильм имеет оценку 32 из 100 на основе 18 рецензий критиков, что соответствует статусу «в целом неблагоприятные отзывы».